# 乔治·弗洛伊德之死在美国以外引发的示威列表

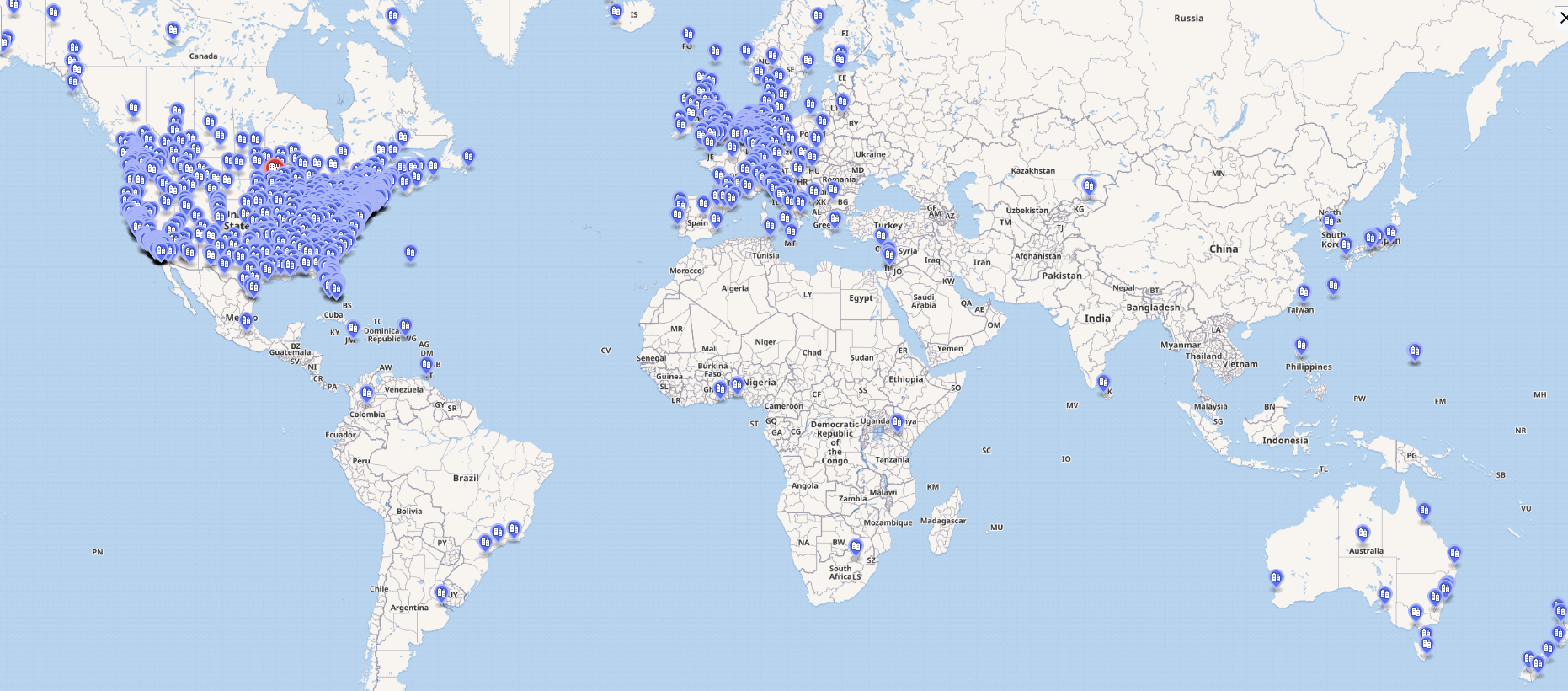
地圖中標識為世界範圍内過百人的集會或示威活動

在美国民众抗议警察暴力、种族歧视，为乔治·弗洛伊德之死游行之后不久，其他国家和地区的民众也纷纷加入了抗议，表示支持美国人民，有些国家的人民在抗议的同时，也是为了对自己国家中存在的警察暴力以及种族歧视问题表达不满。
抗议活动在六大洲（南极洲除外）以及大约50个国家和地区进行，并且是在全球2019冠状病毒疫情期间。许多国家强烈建议禁止民众在某些地区聚集，并且在许些地区，群聚是非法行为。

## 非洲
- - 阿克拉: 人们在6月1日前往当地美国大使馆的路上进行了和平游行抗议。[1][2]
- - 内罗毕（首都）：6月2日当天，多人于美国大使馆外和平抗议。[3][4]抗议者还指责肯尼亚警察“在执行和2019冠状病毒疫情相关法律法规时进行了不合法的杀戮以及不必要的武力措施”，并指责当地美国使馆在抗议期间用沉默的态度默许了美国警察的暴行。[5]
- 利比里亚
  - 蒙羅維亞：5月28日，十幾個人在美國大使館前抗議。[6][7]
- 奈及利亞
  - 阿布加：5月28日，有民眾在美國大使館前抗議。[8][9]
  - 拉哥斯：Black Lives Matter支持者在維多利亞島為了兩起命案[10]抗議。[11][12][11][13][14]
- 塞内加尔：
  - 達卡：
    - 達喀爾大學的學生為了為弗洛伊德聲張正義以及中止美國的種族主義進行和平示威。[15]
    - 數十位民眾為了紀念弗洛伊德與譴責警方暴力進行示威。[16]
- 南非：
  - 開普敦：多名当地民众于议会外抗议，以声援乔治·弗洛伊德和约翰内斯堡居民柯林斯·科萨（Collions Khosa）之死，后者曾遭到士兵殴打后致死。[17]
  - 比勒陀利亚：人们在当地美国大使馆前抗议，为乔治·弗洛伊德和柯林斯·科萨寻求公正。[18]
- 突尼西亞
  - 突尼西亞：6月，約200人在突尼西亞市立劇院前抗議。[19][20][21]
- 乌干达
  - 坎帕拉：6月9日，12名外籍人士與3名烏干達人在反種族主義與反警方暴力的示威中被捕。[22]

## 亚洲
- - 阿拉木圖：100多人參加了反政府的示威。[23][24][25]當中有示威者手舉「我不能呼吸」的標語。[23][24]
- 中国大陆
  -  香港：6月7日，数十位民众在美国驻香港及澳门总领事馆前举行了和平抗议。[26][27]
- 日本
  - 大阪：6月7日，至少有600名民众在大阪参与了一个由关西地区的Black Lives Matter组织发起的示威游行。[28]
  - 东京：对于乔治·弗洛伊德之死以及一库尔德裔在东京遭警察殴打两事，大约有200名民众在5月30日进行了和平游行抗议。[29][30]接着，在6月6日有超过500人在涩谷区举行抗议游行，[31][32]其中极左派威胁将会炸毁移民局和警察局。[33] 6月14日，日本有數千人参与了针对警察暴行和种族歧视问题的抗议游行示威活动。[34]
- - 首尔：大约十多人在当地美国大使馆前抗议乔治·弗洛伊德之死和反对美国帝国主义的行径。[35][36]一些民众在靠近当地美国大使馆的地方举行游行抗议，为乔治·弗洛伊德伸张正义以及谴责警察的暴行。[37] [38]抗议者们还呼吁韩国政府，希望政府颁布相关反歧视法。[38]6月6日，大约有150人在明洞区举行了游行抗议。[39]
- 臺灣：
  - 台北：6月12日，中華統一促進黨在美国在台协会门外示威，抗議美國挑起族群對立。[40][41]
- 印度
  - 加尔各答：6月2日，大约有50到60名民众在当地美国领事馆前和平抗议游行。[42][43]
- 巴基斯坦
  - 卡拉奇：6月5日，Pasban Democratic Party（英语：Pasban Democratic Party）成員手持佛洛伊德的照片進行抗議。[44][45]
- 斯里蘭卡：
  - 可倫坡：6月9日，超過100名人在美國大使館前進行和平示威。[46][47][48][49][50]
- 菲律賓：
  - 奎松市：6月4日，數百人在菲律賓大學迪里曼分校對國會有爭議的反恐法案進行抗議，並為Black Lives Matter與對抗警方暴力下跪。[51]
- 泰國
- 亞美尼亞：
  - 葉里溫：6月4日，大約有25人在美國大使館前抗議。[52]
- ：
  - 第比利斯：數十人在地鐵站對反種族主義與警方暴力示威。[53][54]
- 伊朗：
  - 馬什哈德：在國家公園有一場紀念佛洛伊德的燭光晚會。[55][56]
  - 德黑蘭：6月3日，人們於瑞士大使館前抗議。[57][58]
- 以色列：
  - 海法：數百人為佛洛伊德與反對警方暴力上街遊行，同時為2019年一名衣索比亞裔以色列人被以色列警方殺害的事件抗議。[59]
  - 耶路撒冷：5月30日，超過150人抗議佛洛伊德與巴勒斯坦學生Iyad Halak之死。[60][61]
  - 特拉维夫：
    - 5月30日，超過200人為佛洛伊德與Iyad Halak在警方總部外面抗議。[62]
    - 6月2日：數百人在海灘抗議。[63]
    - 6月6日：在拉賓廣場有一場和平示威。
- 黎巴嫩：
  - 貝魯特：數十人在美國學校前為紀念佛洛伊德舉行晚會[64][65]，並抗議對外籍移工的剝削[65][64]。
- 巴勒斯坦：
  - 伯利恆：數十人在聖誕教堂前為反對「黑人在美國受到的壓迫與以色列對巴勒斯坦的侵略」示威。[59]

## 欧洲
- 奥地利
- 安道尔
- 保加利亚
- 賽普勒斯
- 捷克
- 丹麦
- 法罗群岛
- 芬兰
- 德国
- 希腊
- 匈牙利
- 冰島
- 愛爾蘭
- 马恩岛
- 義大利
- 科索沃
- 立陶宛
- 盧森堡
- 馬爾他
- 蒙特內哥羅
- 荷蘭
- 挪威
- 波蘭
- 葡萄牙
- 羅馬尼亞
- 俄羅斯：外交部於5月31日谴责美警袭击俄记者行为并提醒美国政府所承担的保障媒体记者安全和采访权利、言论自由以及知情权的国际义务，呼吁相应国际组织和维权组织对于这起事件做出应有的反应。[66]
  -  车臣共和国：首腦小卡德罗夫称特朗普需要“结束混乱”及“针对平民的违法行为”，他接着称“（美国）警察在美国城市的街道上对人民动用私刑……他们勒死市民，殴打他们，开车撞他们”。他还呼吁联合国介入。[67]
- 塞爾維亞
- 西班牙
- 瑞典
- 瑞士
- 英国：自5月28号以来，英国几乎所有的主要城市，伯明翰、利物浦、伦敦和曼彻斯特等城市，都出现了抗议活动。除了声援美国的抗议活动外，许多正在英国进行的抗议活动还旨在揭露英国执法部门和大众生活中面临的种族歧视问题，以及强调警察腐败、警察暴行等更广泛的非种族问题。卫生部长马特·汉考克敦促市民不要参加包括抗议活动在内的非法大型集会，称若是现场人数超过6人，那将导致被冠状病毒感染致死人数将会超过4万，而英国也会成为全球2019冠状病毒死亡人数第二高的国家。[68]

## 北美洲
- 加拿大：加拿大民众上街抗议，表示与美国民众的团结一致，同时也对加拿大内现存的警察暴力和种族歧视问题表达不满。全国各地举行了成千上万的警戒和抗议活动。[69]

- 墨西哥
- 百慕大
  - 哈密尔顿: 6月1日，数十人在美国总领馆前站着，或是跪着，并高呼着，为乔治·弗洛伊德之死以及对新任总领事小莱安德罗（英语：Leandro Rizzuto Jr.）的不满进行了2小时的和平示威。小莱安德罗是特朗普竞选活动中一个具有争议的捐赠者，美国参议院拒绝允可其在巴巴多斯的任命。[70][71]
  - 6月7日，约7000人聚集在哈密尔顿，声援“黑人的命也是命”（Black Lives Matter）运动。[72]抗议者屈膝为年轻的黑人母亲查维尔·狄龙·伯吉斯(Chavelle Dillon-Burgess)默哀一分钟；她于2020年4月首次被报道失踪，现在怀疑遭人谋杀。[73]这次抗议是该社区有史以来规模最大的一次。[74]
- 牙买加
- 千里達及托巴哥

## 大洋洲
- ：總理莫里森於6月1日表示，认为暴力的抗议是无用的。他表示澳大利亚不是美国，并警告示威者不要在澳大利亚进行类似的游行抗议。[75]
- 斐济
- 新西兰

## 南美洲
- 阿根廷
  - 布宜诺斯艾利斯：许多当地人表示与美国人民一起共同反对种族主义和警察暴力。[76]抗议者从国会周围一直游行到当地的方尖碑和美国商会。[77]一些抗议者还佩戴了口罩，其上印有乔治·弗洛伊德、卢西亚诺·阿古加（英语：Luciano Arruga）和圣地亚哥·马尔多纳多（英语：Death of Santiago Maldonado）。[78]
  - 6月2日：数百人在布宜诺斯艾利斯抗议以此声援美国的示威行动。[79]
- 委內瑞拉：外交部長（英语：List of Ministers of Foreign Affairs of Venezuela）阿雷亚萨（西班牙语：Jorge Arreaza）於5月29日指美國總統特朗普以帶有偏見的言論批評示威者[80]。
- 巴西
  - 库里奇巴：有数千人在巴拉那联邦大学（英语：Federal University of Paraná）前抗议并反对种族主义。[81]
  - 里约热内卢：数百人于里约热内卢州政府官邸外抗议。该抗议也针对了当地一名14岁黑人少年若昂·佩德罗·平托(João Pedro Pinto)被警察枪杀的事件。 警察发射了催泪弹来驱赶抗议者。[82]
  - 圣保罗：约三千人因巴西警察对当地黑人的不当暴力进行了抗议。[83][84]
  - 全國：2020年11月20日，南大河州首府阿雷格里港北區家樂福超市一名黑人男子被兩名白人警衛毆打致死，引起民眾在許多城市的家樂福超市前示威抗議[85]。
- 哥伦比亚

## 其他

### 遭到破壞的雕像
- 南北戰爭時的南方將軍：
- 比利時國王利奧波德二世：
- 英國首相邱吉爾：
- 航海家哥倫布：